# Whose Bed Have Your Boots Been Under?
«Whose Bed Have Your Boots Been Under?» — перший сингл другого студійного альбому канадської кантрі-співачки Шанаї Твейн — «The Woman in Me» (1995). У США і Канаді пісня вийшла 2 січня 1995. Пісня написана Шанаєю Твейн та Робертом Джоном Лангом; спродюсована Робертом Джоном Лангом. Музичне відео зрежисерував Джон Дерек; прем'єра музичного відео відбулась 2 січня 1995. Сингл отримав золоту сертифікацію від американської компанії RIAA. В 1995 пісня виграла у категорії SOCAN Song of the Year на церемонії нагородження Canadian Country Music Awards. Пізніше пісня увійшла до збірника Твейн «Greatest Hits» (2004).

## Музичне відео
Музичне відео зрежисерував Джон Дерек. Зйомки проходили у Санта Янез, Каліфорнія, США з 19 по 21 грудня 1994. Прем'єра музичного відео відбулась 2 січня 1995.

## Список пісень
Аудіокасета
1. Whose Bed Have Your Boots Been Under? (версія для радіо) — 3:59
2. Any Man of Mine — 4:06

CD-сингл для США (обмежене видання)
1. Whose Bed Have Your Boots Been Under? (версія для радіо) — 3:59
2. Any Man of Mine — 4:06
3. Whose Bed Have Your Boots Been Under? (денс-мікс) — 4:50

## Офіційні версії
1. Whose Bed Have Your Boots Been Under? (альбомна версія) — 4:25
2. Whose Bed Have Your Boots Been Under? (версія для радіо) — 3:59
3. Whose Bed Have Your Boots Been Under? (денс-мікс) — 4:50
4. Whose Bed Have Your Boots Been Under? (вживу з Up! Close and Personal) — 4:27

## Чарти
Сингл дебютував на 71 місце чарту Billboard Hot Country Songs на тижні від 14 січня 1995. 29 квітня 1995 пісня посіла 11 місце і провела на чарті на такій позиції два тижні. На той час «Whose Bed Have Your Boots Been Under?» стала найуспішнішою піснею Шанаї Твейн. В 2004 сингл посів 40 місце у списку CMT 40 Greatest Done-Me-Wrong Songs.
Тижневі чарти
| Чарт (1995)                                 | Місце |
| ------------------------------------------- | ----- |
| Canada RPM Country Singles                  | 1     |
| U.S. Billboard Hot Country Singles & Tracks | 11    |
| U.S. Billboard Hot 100                      | 31    |

Річні чарти
| Чарт (1995)                | Місце |
| -------------------------- | ----- |
| Canada RPM Country Singles | 11    |

## Продажі
| Країна     | Сертифікація (таблиця продажів та сертифікатів) | Продажі  |
| ---------- | ----------------------------------------------- | -------- |
| США (RIAA) | Золото                                          | +500,000 |